# Sixto Paz Wells
Sixto Paz Wells (Lima, Peru, sinh ngày 12 tháng 12 năm 1955) là một tác giả và diễn thuyết gia tập trung vào các hiện tượng UFO, đặc biệt là việc tiếp xúc người ngoài hành tinh, từ quan điểm tinh thần. Được biết đến với tư cách là nhà lãnh đạo tiên phong của Sứ mệnh Rahma ở Tây Ban Nha và một số nước Mỹ Latinh, nổi bật trong số các nhà nghiên cứu UFO đã triệu tập báo chí quốc tế về những lần nhìn thấy UFO được lên lịch trước hơn mười lần. Tự xưng là một người liên lạc UFO, ông đã xuất bản 20 đầu sách bằng tiếng Tây Ban Nha và một cuốn bằng tiếng Anh về chủ đề này cho đến nay (tháng 7 năm 2017). Trong các tác phẩm của ông về ngành UFO học, ông đã thúc đẩy một phương pháp chuẩn bị về mặt thể chất và tinh thần có hệ thống dành cho việc tiếp xúc với UFO, cũng như các giao thức để kiểm chứng, xác minh và công nhận trải nghiệm công tác liên lạc với người ngoài hành tinh.

## Tiểu sử
Paz Wells sinh ngày 12 tháng 12 năm 1955 tại Lima, Peru, mẹ là Rose Marie Wells Vienrich và cha là Carlos Paz García, một nhà thiên văn học và cố vấn khoa học của Không quân Peru, cũng như nhà nghiên cứu quan tâm đến hiện tượng UFO. Từ năm 12 tuổi, ông trở nên quan tâm đến UFO vì sự gần gũi của ông với Viện Quan hệ Liên hành tinh Peru (IPRI), do cha ông sáng lập và điều hành. Ông đã trải qua các nghiên cứu sơ cấp và thứ cấp với anh em nhà Marist, lên đến đỉnh điểm các nghiên cứu của mình ngay từ đầu với Huân chương Công lao. Vào năm Sixto Paz 19 tuổi, ông đã mời phóng viên người Tây Ban Nha J. J. Benitez đến dự buổi quan sát được lên chương trình về một vật thể bay không xác định ở sa mạc Chilca vào ngày 7 tháng 9 năm 1974. Sau đó, ông theo đuổi các nghiên cứu đại học tại Đại học Giáo hoàng Công giáo Peru, chuyên khoa Lịch sử. Ông kết hôn với Marina Torres từ năm 1987 và có hai cô con gái: Yearim and Tanis.

## Sự nghiệp
Vào ngày 22 tháng 1 năm 1974, ông tham dự một hội nghị có tên gọi "Thần giao cách cảm như một sự truyền đạt suy nghĩ từ xa", được đưa ra bởi một thành viên của Hội Thông thiên học. Đêm đó, sau khi luyện thư giãn cơ thể sâu hơn, Paz Wells đã nhận được từ mẹ và em gái của mình, một thông điệp qua lối viết tự động. Thông điệp được cho là từ một thực thể được gọi là Oxalc đến từ Ganymede, với ý định thiết lập mối liên lạc với một số người Trái Đất. Sixto đã lặp lại trải nghiệm nhóm, và tất cả bọn họ đều được tập hợp đến một cuộc hẹn dự định tổ chức vào ngày 7 tháng 2 năm 1974 lúc 9 giờ tối tại sa mạc Chilca, nơi theo nhóm người tham dự kể lại có sự xuất hiện của một chiếc máy bay hình ống cực sáng với khung cửa sổ.
Sixto Paz was đã quan tâm đến việc giao tiếp với người ngoài hành tinh một cách phi thường, trong những giấc mơ hoặc qua thần giao cách cảm, và không chỉ về mặt thể chất với phi thuyền của họ, đó là cách tiếp cận truyền thống của các nhà UFO học ở IPRI.
Những kinh nghiệm tương tự đã xảy ra cho đến tháng 8 năm 1974, khi Thông tấn xã Efe truyền bá tin tức liên quan đến gia đình Paz Wells:
Lima (Efe). — Năm thành viên của Viện Quan hệ Liên hành tinh Peru (IPRI) đã thiết lập liên lạc với UFO đến từ Ganymede, vệ tinh tự nhiên lớn nhất của sao Mộc, như Carlos Paz García, chủ tịch của tổ chức này cho biết hôm qua. Các thành viên của IPRI đã rời khỏi Marcahuasi, một cao nguyên nằm cách Lima 90 km và ở độ cao 4200 m, vào thứ hai tuần trước và ở lại cho đến thứ Năm ngày 22 tháng 8, mang theo băng ghi âm và ảnh chụp quan trọng, Paz García cho biết. Dữ liệu [này] hiện đang được phân tích bởi các thành viên IPRI. Paz García nói rằng nhóm được chỉ định đã tiếp xúc với người ngoài hành tinh trong tám tháng.— Thông tấn xã Efe, Tháng 8 năm 1974

Theo ghi chép từ Efe, nhà báo J. J. Benítez được phái đến từ Tây Ban Nha để tìm hiểu về những trải nghiệm bất thường của chàng thiếu niên Paz Wells. Benítez không muốn dính líu gì đến ngành nghiên cứu UFO vượt khỏi sự tò mò của mình, mà đúng hơn là tìm thấy hiện tượng UFO gắn liền Sứ mệnh Rama. Sixto đã mời anh ta đến dự một buổi quan sát được lên kế hoạch trước về vật thể bay không xác định, cùng với anh trai Charlie n1 và bảy người khác ở sa mạc Chilca vào ngày 7 tháng 9 năm 1974. Benitez đã tận mắt chứng kiến, như được thông báo trước, hai chiếc UFO.

### Sứ mệnh Rahma

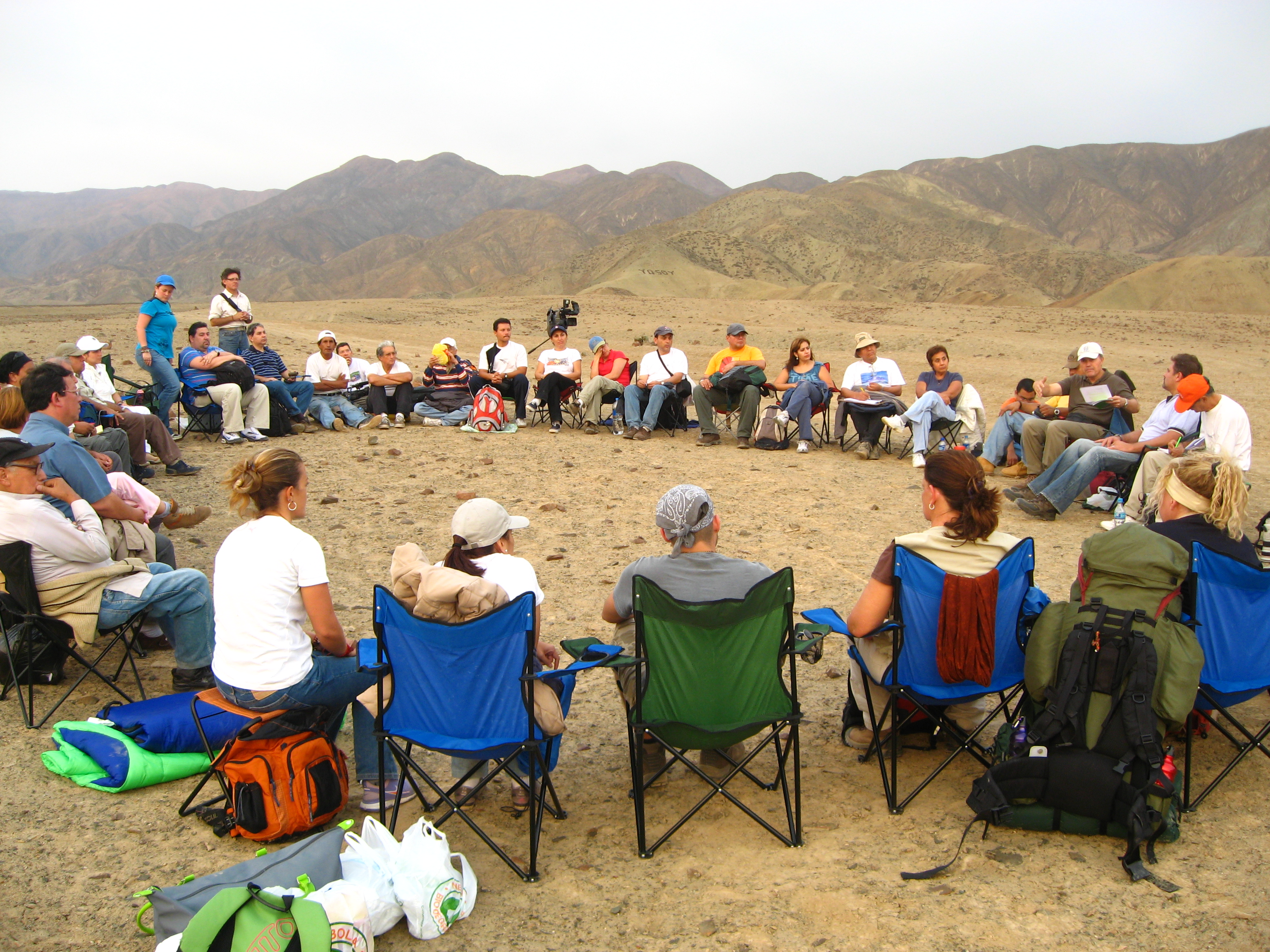
Một nhóm người đang lắng nghe Sixto Paz Wells trong một chuyến đi thực địa trên sa mạc Chilca, Peru vào ngày 30 tháng 3 năm 2009

Ban đầu được gọi là Sứ mệnh RAMA, nó được đặt theo tên mục tiêu mà họ chia sẻ: RA (Mặt Trời) MA (Trái Đất), một chương trình liên lạc tìm cách biến con người thành một ngôi sao, thành Mặt Trời trên Trái Đất. Đó là việc tổ chức các nhóm người đồng tình phương pháp được Paz Wells đề xướng nhằm tiếp xúc với những người mà ông gọi là "Hướng dẫn viên ngoài Trái Đất".
Thông qua IPRI mà Paz Wells đã liên hệ với "Hiệp hội Quốc tế về Nhận thức Thiêng liêng" là nơi ông được học yoga, thư giãn, thiền định và kỹ thuật tập trung sâu độ, sau này chính ông đã khuyến khích các nhóm Rahma được tiếp xúc thuận tiện hơn. Kể từ sự kiện Chilca tháng 9 năm 1974, cùng với anh trai Charlien1 và những người bạn thân từ IPRI, ông bắt đầu làm việc với những nhóm người đam mê ở Peru, đang phát triển và kết thúc bằng việc sử dụng tên gọi Sứ mệnh RAMA.
Nó đã được chính thức giải thể như một tổ chức bởi người sáng lập vào năm 1990, dù có những nhóm vẫn hoạt động độc lập. Tổ chức này hiện diện ở một số nước Châu Mỹ Latinh và Tây Ban Nha, nơi nó được xem như một trong mười một giáo phái hay các nhóm có người ngoài hành tinh như là cốt lõi trong các giáo thuyết của họ.

### Diễn đàn quốc tế
Sixto Paz tự miêu tả mình là sứ giả của hòa bình và hy vọng, chứ không phải là sứ giả của các thế giới khác. Ông đã xuất hiện trên các diễn đàn quốc tế như Liên Hợp Quốc và trong các trường đại học như Đại học Columbia và Đại học John F. Kennedy. Ở các nước khác, Đại học Montreal, Đại học Universidad Complutense de Madrid và Đại học Tự trị Quốc gia Mexico cũng đã có lời mời ông làm giảng viên.

### Viếng thăm các nước

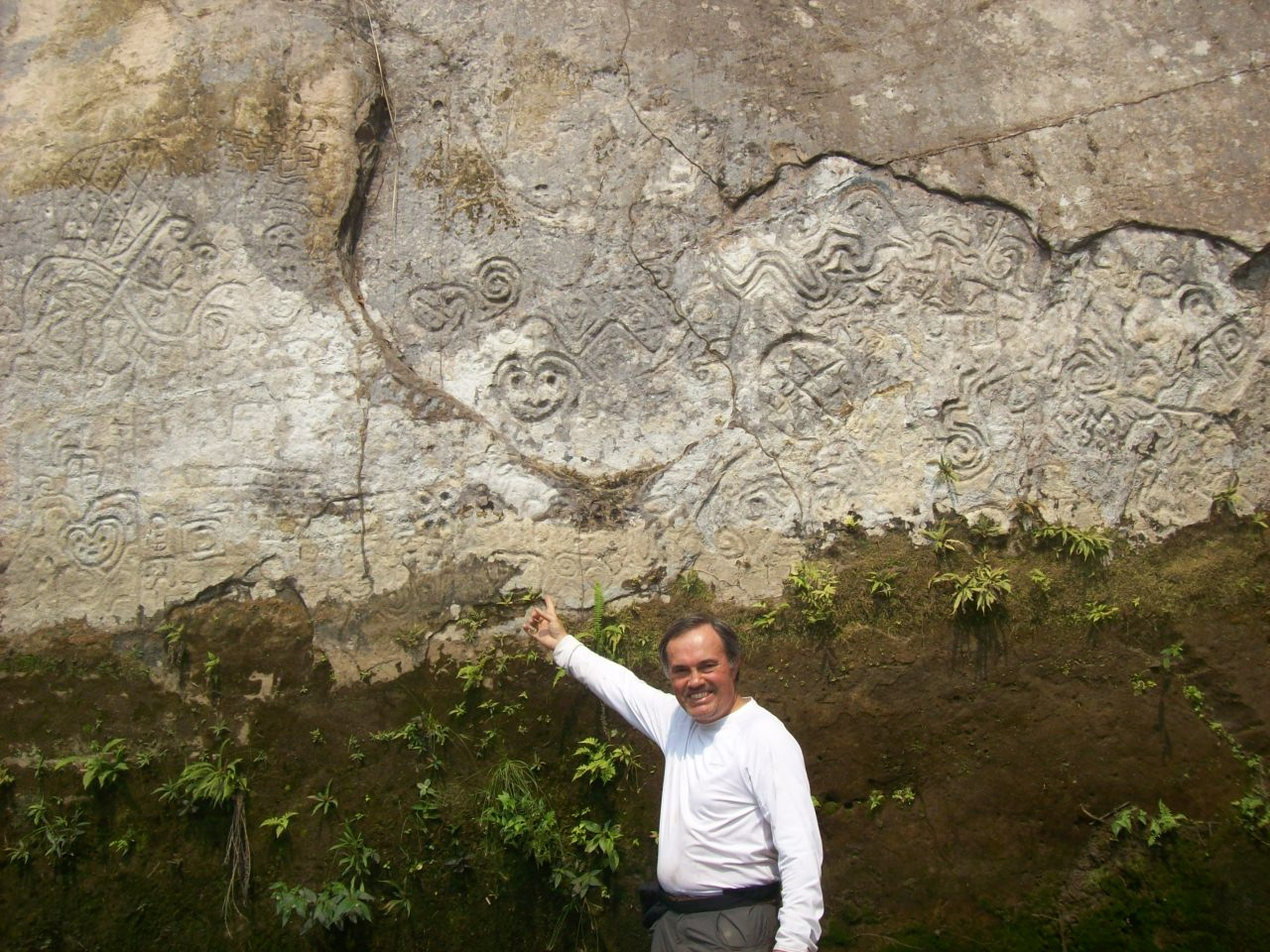
Sixto Paz Wells giới thiệu các bức tranh khắc đá trong chuyến đi thực tế đến Paititi, Peru, tháng 8 năm 2007

Paz Wells đi vòng quanh thế giới để diễn thuyết về việc ông đảm nhận hiện tượng UFO. Ông đã viếng thăm châu Âu, châu Phi, châu Đại Dương và châu Mỹ như Colombia, Chile, Ecuador, Mexico, Argentina, Uruguay và Hoa Kỳ, được ghi nhận nhiều nhất là chuyến thăm của ông tới Washington DC vào tháng 5 năm 2015.
Trong hơn mười dịp, ông đã triệu tập các thành viên của báo chí quốc tế để chứng kiến, ghi âm và chụp ảnh ánh sáng và vật thể trên bầu trời, mà tác giả tuyên bố là do những sinh vật ngoài hành tinh chỉ huy hay điều khiển, duy trì liên hệ thần giao cách cảm với ông và các thành viên khác trong các nhóm liên lạc của mình. Trong số những trải nghiệm này là vào tháng 8 năm 1997 trên bãi biển Valparaíso ở phía bắc Lima, ngày 3 tháng 3 năm 2009 tại sa mạc Chilca, năm 2014 cũng tại Chilca và năm 2014 tại Teotihuacan, Mexico.

## Chỉ trích
Là một người tiếp xúc UFO tự xưng, Paz Wells đã phải đối mặt với sự hoài nghi, thậm chí từ cái gọi là nhà UFO học nghiêm túc. Nhà vật lý thiên văn Jacques Vallée luu ý, "Không có điều tra viên nghiêm túc nào từng lo lắng về những tuyên bố của 'người tiếp xúc UFO'."
Vào ngày 31 tháng 3 năm 1994, Paz Wells được mời đến chương trình truyền hình của Tây Ban Nha "La hora de la verdad", mà qua đó ông đã trải qua một cuộc thử nghiệm bằng máy phát hiện nói dối. Ông bị chỉ trích vì không vượt qua được bài kiểm tra về câu hỏi "Bạn có thực sự đi trên tàu vũ trụ đến một hành tinh khác không?", là một trong những lập luận chính mà tác giả sử dụng để bảo lưu các tuyên bố của mình. Tuy vậy, Paz Wells đã vượt qua tất cả các câu hỏi khác kiểu như "Bạn đã bao giờ chịu ảnh hưởng của một loại thuốc gây ảo giác chưa?", "Bạn đã nhận tiền từ bất kỳ tổ chức gián điệp nào chưa?", "Bạn đã bịa ra tất cả những câu chuyện này vì mục đích trục lợi mang tính độc quyền? ", "Không cần phải dính đến chuyện này, có bao giờ bạn nói dối để vội chuồn khỏi đây?" mà ông lấy lý lẽ để bảo vệ ý kiến như là bằng chứng cho danh tiếng của mình. Ông cũng nói rằng ông đã trả lời sai câu hỏi "Bạn đã thực sự đi trên một con tàu vũ trụ đến một hành tinh khác chưa?" bởi vì ông ta tuyên bố đã đến thăm Ganymede, vốn không phải là một hành tinh theo đúng nghĩa đen mà là một mặt trăng của sao Mộc, một sự sai lệch đã khiến ông ta nói vấp.
Sứ mệnh Rahma mà Paz Wells là người đứng đầu khả dĩ cho đến khi giải thể vào năm 1990 đã được các nhà tâm lý học và triết học mô tả như một tôn giáo UFO và một nhóm tôn giáo mới có tín ngưỡng rất giống với các tín ngưỡng của Thuyết thần trí và Thuyết huyền bí thế kỷ 19, trong khi sử dụng kỹ thuật từ Thuyết thông linh. Năm 1976, người anh Charlien1 định cư ở Brazil và thành lập các nhóm liên lạc ở đó với một định hướng khác với cách Sixto từng làm với Sứ mệnh RAMA, tuyên bố rằng nó đã trở thành "một phong trào cản trở những diễn giải sai lạc, đấu tranh cho quyền lãnh đạo và mục đích kinh tế không rõ ràng."

## Tác phẩm xuất bản
Ông đã viết hơn 20 cuốn sách từ năm 1985, xuất bản ở Argentina, Tây Ban Nha, Mexico, Colombia, Peru, Ý, Đức và Mỹ. Một số đã được dịch sang tiếng Anh, Đức, Ý và Bồ Đào Nha.
Tiếng Anh
- The Invitation (2002)

Tiếng Tây Ban Nha
Hầu hết tác phẩm của ông đều được xuất bản bằng tiếng Tây Ban Nha:
- Los Guías Extraterrestres (1985)
- Contacto Interdimensional (Tháng 4, 1993)
- El Umbral Secreto (Tháng 6, 1995)
- Los Guardianes y Vigilantes de Mundos (1997)
- Una Puerta Hacia Las Estrellas (1999)
- Una Insólita Invitación (Tháng 4, 2001)
- La Antiprofecía (Tháng 1, 2002)
- Tanis y La Esfera Dorada (Tháng 10, 2004)
- Tanis y El Mágico Cuzco (Tháng 10, 2005)
- Antología del Contacto Extraterrestre, 33 Años Después (2007)
- Extraterrestre, Abriendo Los Ojos a Otra Realidad (Tháng 5, 2008)
- El Instructor del Nuevo Tiempo (2009)
- El Parto Planetario (2010)
- 2012 Contacto con Otras Realidades (2012)
- La Muerte como Metamorfosis (Tháng 12, 2013)
- 2012 La Cuenta Regresiva (2013)
- Guía Práctica para Tener un Contacto (Tháng 10, 2014)
- Relatos de Otra Realidad (Tháng 10, 2015)
- Sixto Paz Wells y Los Visitantes Estelares (Tháng 8, 2015)[35]

Tiểu thuyết
- El santuario de la tierra (2017 Kolima books)[36]